# Climat de la Colombie

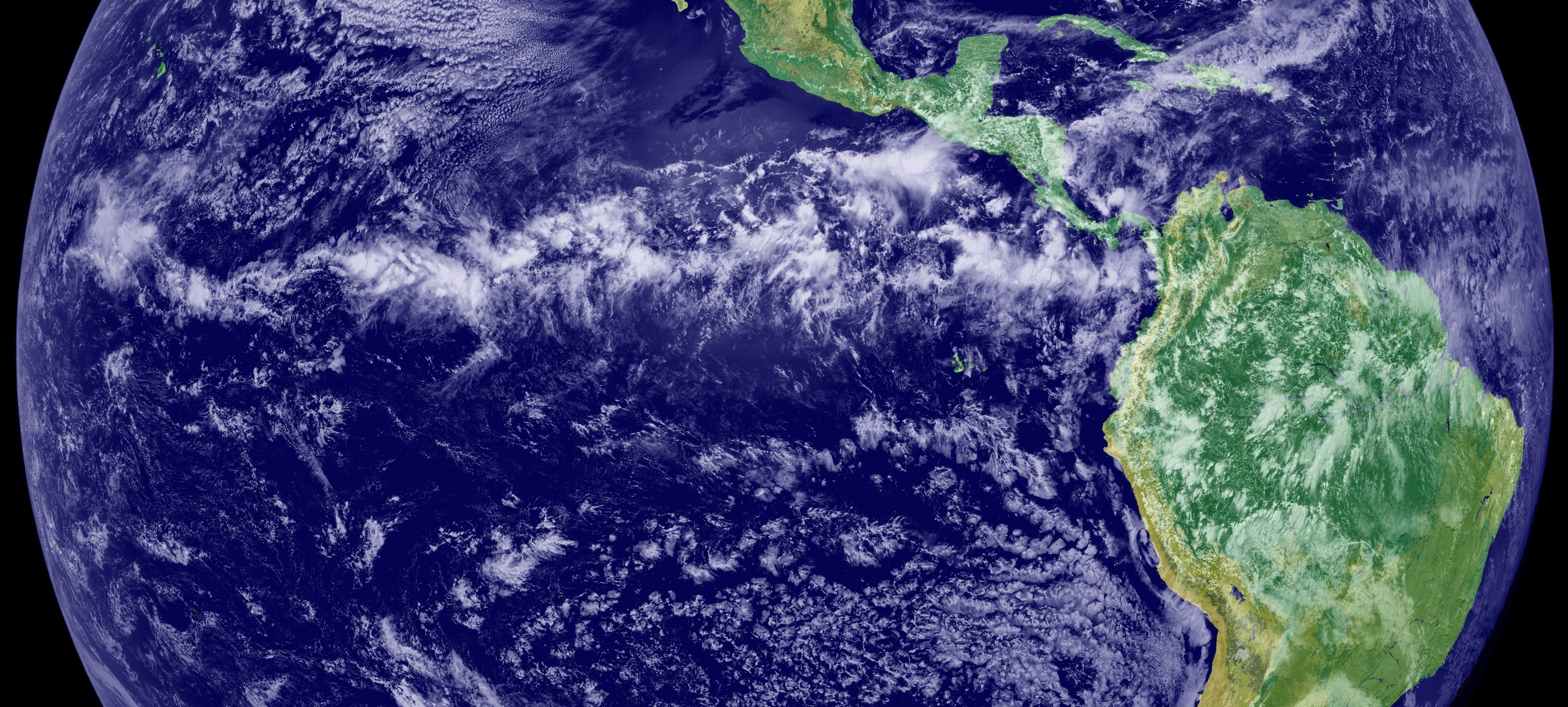
Les formations orageuses de la zone de convergence intertropicale forment une ligne à travers l'océan Pacifique et au-dessus de la Colombie.

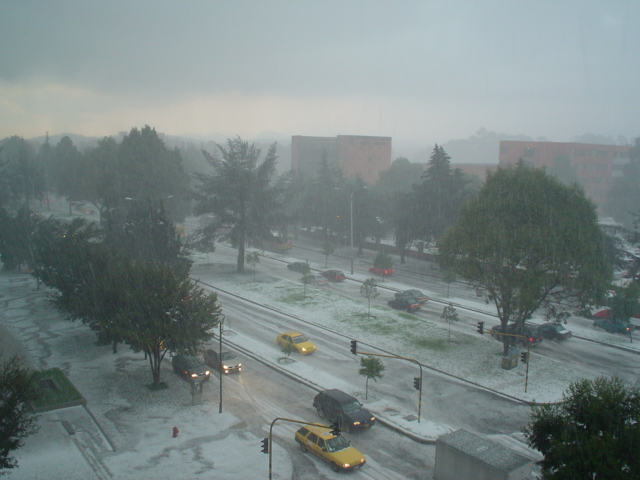
Un orage de grêle à Bogota le 3 mars 2006, produit par la combinaison de l'altitude (2600 mètres) et des précipitations.

Le climat de la Colombie est tropical et isothermique. Ceci est le résultat de sa localisation géographique près de l'équateur présentant des variations entre cinq régions naturelles qui dépendent de leur altitude, leur température, leur humidité, leurs vents et leurs précipitations. Chaque région jouit d'une température moyenne constante tout au long de l'année présentant seulement des variations déterminées par les précipitations durant une saison pluvieuse causée par la zone de convergence intertropicale,. 

## Facteurs
Les facteurs déterminant le climat de la Colombie se classent en deux types : les facteurs géographiques et les facteurs atmosphériques.

### Facteurs géographiques

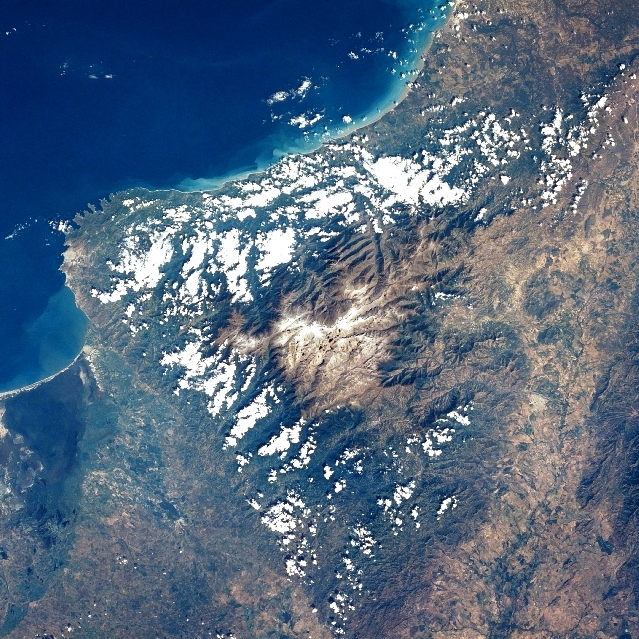
La Sierra Nevada de Santa Marta est un exemple de la variété des climats en Colombie, depuis le chaud au niveau de la mer jusqu'aux températures négatives au sommet des pics enneigés à 5775 mètres.

Les facteurs géographiques sont déterminés par la latitude ou l'altitude. La Colombie est traversée par l'équateur dans sa partie sud, mais la majorité du territoire fait partie de l'hémisphère nord proche du tropique du Cancer et reçoit un fort ensoleillement tout au long de l'année. Une portion considérable de la Colombie est montagneuse, traversée par la Cordillère des Andes du nord au sud. L'altitude de ces montagnes contre les effets de la latitude, produisant une variété graduelle de climats allant du climat tropical sur les côtes et les collines basses aux neiges éternelles au sommet des montagnes. En Colombie cet étagement de climats est classifié en Pisos térmicos (es).   

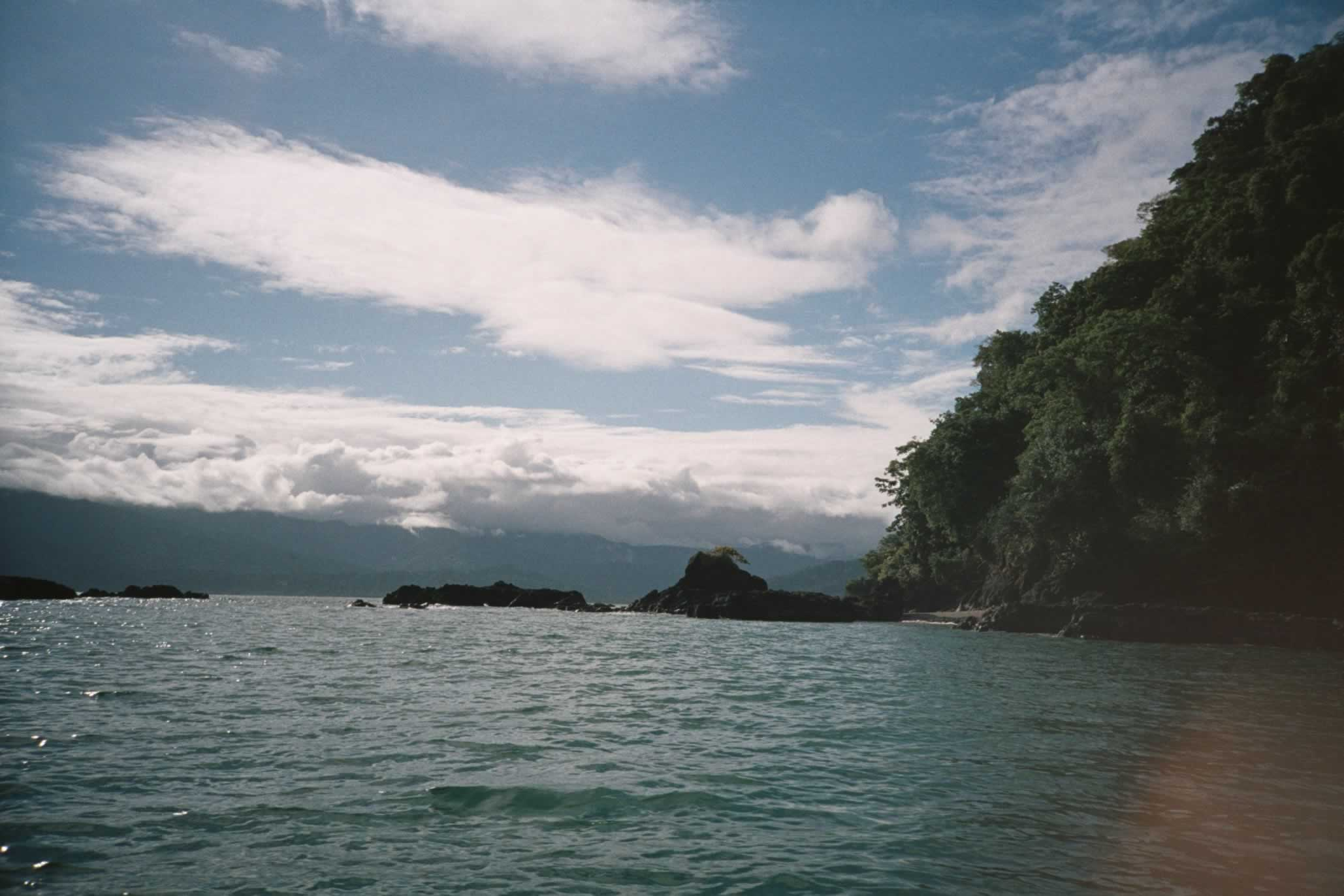
Montagnes retenant les nuages dans la région Pacifique de la Colombie.

La Colombie est également baignée par deux océans, le Pacifique et l'Atlantique (via la mer des Caraïbes) qui forcent le vent humide à traverser la Colombie, apportant humidité et précipitations contenues par la Cordillère des Andes et les autres chaînes de montagnes comme c'est le cas à Lloró dans le département de Chocó qui est une des terres basses les plus arrosées du monde. Le contraire se produit avec les alizés depuis le nord-est qui traversent également la Colombie et pénétrant dans les vallées du Río Magdalena et du Río Cauca et les vents du sud-est de la région amazonienne, bloqués seulement par les Andes. Dans le cas des plaines de la péninsule de Guajira, les vents ne sont pas stoppés (bien que rencontrant de basses chaînes de montagnes) et continuent à voyager plus loin dans les régions centrales de Colombie. Pour cette raison, la région de La Guajira (notamment dans le Parc national naturel de Macuira) présente un climat sec et accueille le désert de La Guajira. Les chaînes montagneuses de la Colombie sont donc à l'origine d'une variété de climats et de sous-régions.

### Facteurs atmosphériques
Les facteurs atmosphériques sont déterminés par la température, l'humidité et les vents. La localisation tropicale de la Colombie et l'ensoleillement uniforme dû à la proximité de l'équateur donnent à ce pays des températures relativement constantes tout au long de l'année. L'atmosphère varie en fonction de l'altitude dans les montagnes et la proximité de la mer. 
L'humidité en Colombie est variable suivant la région. Elle dépend de l'altitude, la température, la végétation et la présence de points d'eau. Les régions Pacifique, amazonienne et orénoquienne sont les plus pluvieuses tandis que les régions sèches sont dans la partie nord-est de la région Caraïbe, à Uribia, dans le désert de La Guajira.  
Les vents sont produits par les différences de pressions atmosphériques et de température. Ceux qui ont le plus d'impact sur la Colombie sont les alizés. Ils voyagent à travers la Colombie depuis différentes directions. Ceux du nord-est apportent de l'humidité aux régions situées au sud de l'équateur et de la pluie aux autres régions tandis que ceux du sud-est apportent humidité et chaleur à la partie septentrionale du pays. Les vents venant de l'océan Pacifique modifient le climat le long de la côte ouest, produisant d'abondantes précipitations chaque année.

## Zones climatiques
La diversité de climats en Colombie est caractérisée par des climats de forêt tropicale humides, de savanes, de steppes, de déserts et un climat alpin, ce dernier divisé en tierra caliente (terre chaude) tierra templada (terre tempérée) tierra fría (terre froide), tierra helada (terre gelée) et paramo.  

### Forêt tropicale humide
Le climat équatorial est caractérisé par des hautes températures et un fort taux d'humidité couplé avec d'importantes précipitations, surtout présentes dans les jungles de la région de Catatumbo autour du Lac Maracaibo (siège d’un phénomène météorologique unique au monde avec un orage quasi permanent toutes les nuits durant la moitié de l’année, mais peut-être aujourd'hui menacé par le réchauffement climatique, la déforestation, l'urbanisation et le développement des activités pétrolières ou industrielles et des transports), du bassin amazonien, de la région centrale du Río Magdalena, de la côte Pacifique et de la Serranía de Perijá.

### Savane tropicale

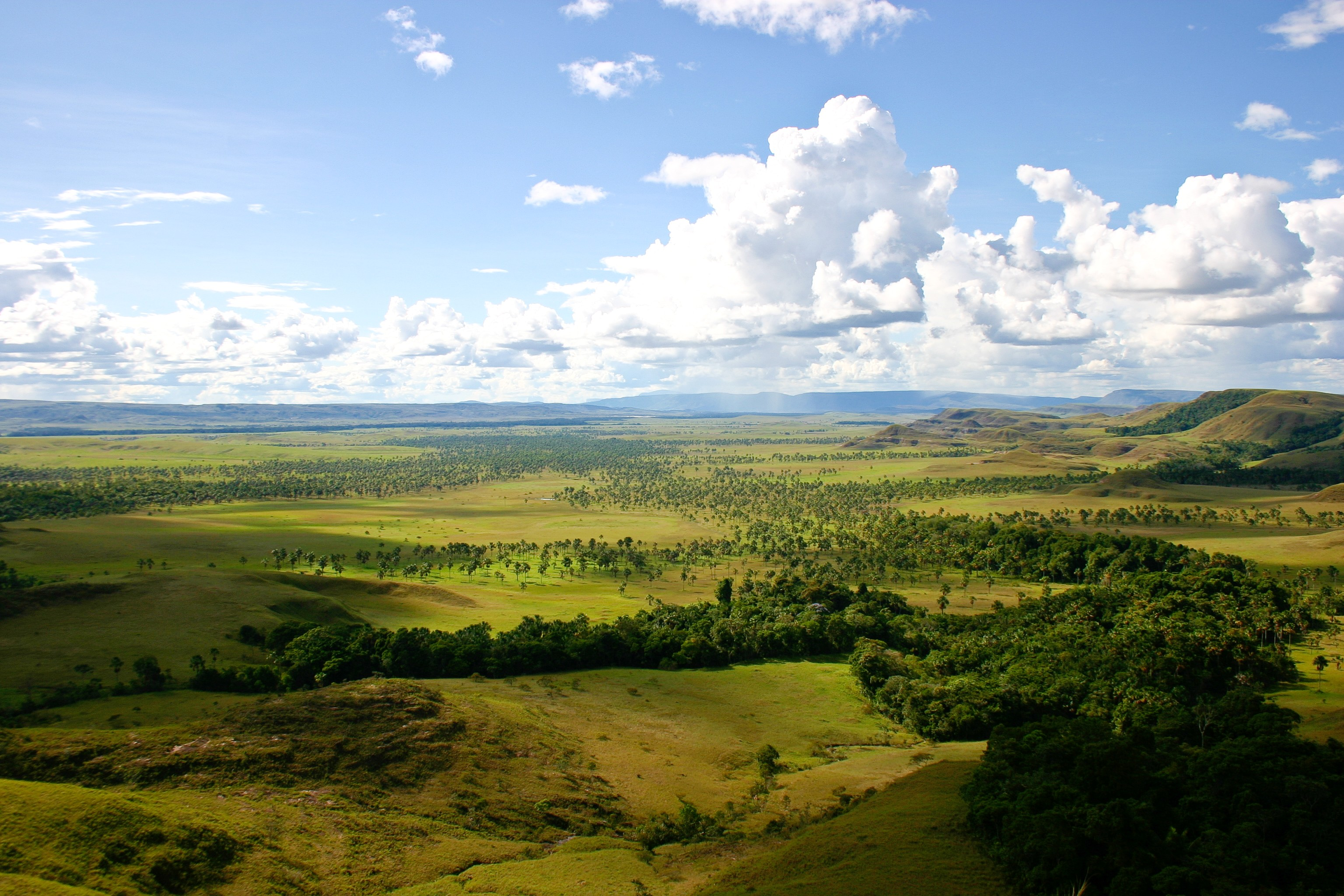
Paysage de llanos que l'on retrouve en Colombie et au Venezuela.

Le climat tropical de savane se caractérise par des températures comprises entre 24 °C et 27 °C avec une variation du climat selon deux saisons, une saison pluvieuse et une saison sèche (produite par les alizés venus du nord-est), chacune durant six mois. Les régions colombiennes présentant ce climat sont les Llanos (les plaines orientales), certaines parties des plaines caribéennes près de la côte et des vallées des ríos Magdalena et Cauca.

### Steppe
Le climat semi-aride est caractérisé par une mince végétation et de faibles précipitations, pouvant tendre vers un climat désertique durant les cinq mois de la période sèche. Ce climat est typique des plaines de Bolívar et du nord de La Guajira (Parc national naturel de Macuira), de la région centrale de l'Orénoquie et des hautes terres des Andes.

### Désert tropical

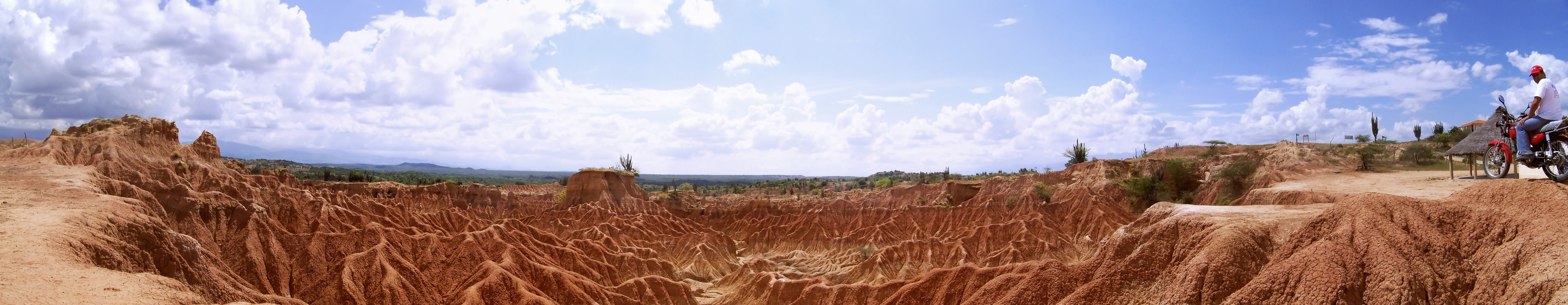
Le désert de la Tatacoa.

Le climat désertique tropical en Colombie est représenté par les déserts de La Guajira et Tatacoa, caractérisés par de hautes températures et de faibles précipitations. Les vents venus du nord-est transportent l'humidité de l'océan mais sans rencontrer de barrière montagneuse. Ils continuent leur course sans délivrer de précipitations en créant parfois des sécheresses.

### Climat montagnard tropical

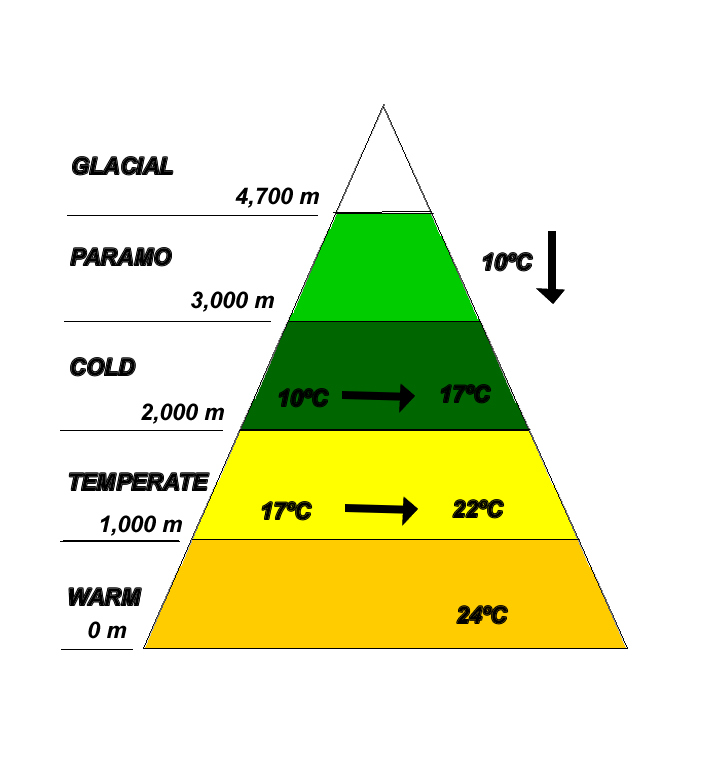
Représentation de l'étagement présent dans le climat montagnard en Colombie.

Le climat montagnard se retrouve dans la cordillère des Andes, la Sierra Nevada de Santa Marta et d'autres massifs où le climat est déterminé par l'altitude. Ces variations de climat dépendant de l'altitude sont appelées étages climatiques (espagnol : pisos térmicos), une classification utilisée dans certains pays mais avec des variations dans la classification de chaque étage,.

#### Étage à climat chaud
L'étage à climat chaud s'étend du niveau de la mer à 1 000 mètres, avec  une température au-dessus de 24 °C. Le climat de cet étage est caractérisé par des similitudes avec les plaines équatoriales et tropicales, fortes précipitations et hautes températures. Les températures peuvent dépasser 29 °C comme c'est le cas dans la vallée du Río Magdalena, parsemée de zones de jungles. C'est dans cet étage que se retrouvent des villes telles Santa Marta, Neiva, Cali et Cúcuta.

#### Étage à climat tempéré
Entre 1 000 et 2 000 mètres les températures oscillent entre 17 et 22 °C, en faisant un climat tempéré. Les précipitations deviennent variables à 1 700 mètres avec des hauteurs de 2 000 à 2 500 mm. Ce climat est caractéristique dans les villes telles Pereira, Armenia, Ibagué Popayán et Medellín.

#### Étage à climat froid
Le climat froid est présent entre 2 000 et 3 000 mètres et se caractérise par la forêt andine et la forêt de nuage. Cet étage se caractérise par des températures moyennes oscillant entre 10 et 17 °C tandis que les précipitations atteignent une moyenne annuelle de 2 000 mm. La capitale colombienne, Bogota, ainsi que d'autres villes telles San Juan de Pasto et Tunja sont localisées dans cet étage.

#### Étage à climat de paramo

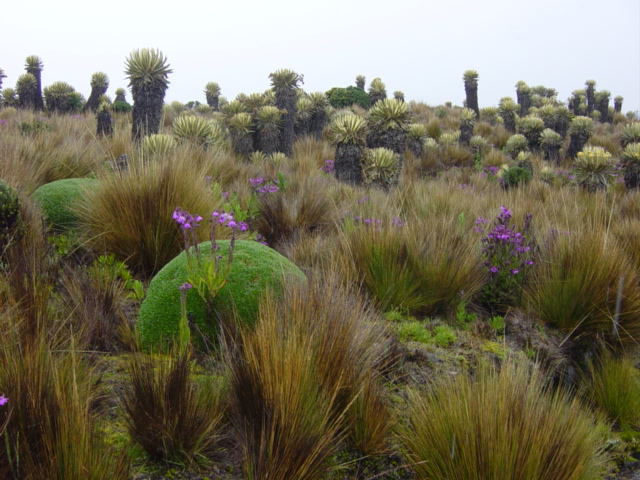
Paysage de paramo dans les Andes colombiennes.

Le climat de paramo est présent entre 3 000 et 4 000 mètres. La température moyenne y est inférieure à 10 °C avec des vents glaciaux, de rares pluies mais de fréquentes chutes de neige. La Colombie abrite un des plus grands paramos du monde, le paramo de Sumapaz, dans la cordillère Orientale, au centre du pays. La plupart des rivières colombiennes naissent dans cette zone, la végétation des paramos tendant à retenir les précipitations et les eaux de dégel venant des sommets.

#### Étage à climat glacial
Les glaciers de Colombie sont situés à 4 000 mètres et au-delà, avec des températures moyennes de 10 °C et moins. Ils ont commencé à se retirer au XXe siècle en raison du réchauffement climatique et sont en danger de disparition. Si cela se produisait, l'approvisionnement en eau pourrait être menacé dans un futur proche,. La plupart des glaciers sont localisés dans la cordillère des Andes et sont peuplés de très peu d'espèces en raison du climat hostile.

## Relevés climatiques de différents points de la Colombie

### Bogotá (région andine)
| \| Localisation de Bogotá (Altitude : 2 640 mètres) · Bogotá \| Localisation de Bogotá (Altitude : 2 640 mètres) |
| Localisation de Bogotá (Altitude : 2 640 mètres) · Bogotá                                                        |

| Mois                              | jan. | fév. | mars | avril | mai | juin | jui. | août | sep. | oct. | nov. | déc. |
| --------------------------------- | ---- | ---- | ---- | ----- | --- | ---- | ---- | ---- | ---- | ---- | ---- | ---- |
| Température minimale moyenne (°C) | 3    | 5    | 6    | 7     | 8   | 8    | 8    | 7    | 7    | 7    | 7    | 6    |
| Température maximale moyenne (°C) | 20   | 19   | 18   | 18    | 18  | 18   | 17   | 17   | 17   | 17   | 18   | 19   |
| Précipitations (mm)               | 58   | 66   | 102  | 147   | 114 | 61   | 51   | 56   | 61   | 160  | 119  | 66   |

| Diagramme climatique                                  |       |        |        |        |       |       |       |       |        |        |       |
| J                                                     | F     | M      | A      | M      | J     | J     | A     | S     | O      | N      | D     |
| 20358                                                 | 19566 | 186102 | 187147 | 188114 | 18861 | 17851 | 17756 | 17761 | 177160 | 187119 | 19666 |
| Moyennes : • Temp. maxi et mini °C • Précipitation mm |       |        |        |        |       |       |       |       |        |        |       |

### Barranquilla (région Caraïbe)
| \| Localisation de Barranquilla (Altitude : 60 mètres) · Barranquilla \| Localisation de Barranquilla (Altitude : 60 mètres) |
| Localisation de Barranquilla (Altitude : 60 mètres) · Barranquilla                                                           |

| Mois                              | jan. | fév. | mars | avril | mai | juin | jui. | août | sep. | oct.  | nov. | déc. |
| --------------------------------- | ---- | ---- | ---- | ----- | --- | ---- | ---- | ---- | ---- | ----- | ---- | ---- |
| Température minimale moyenne (°C) | 24   | 25   | 25   | 25    | 25  | 26   | 26   | 25   | 25   | 25    | 24   | 24   |
| Température maximale moyenne (°C) | 32   | 32   | 32   | 32    | 33  | 33   | 32   | 32   | 32   | 32    | 32   | 31   |
| Précipitations (mm)               | 1,3  | 0,3  | 3,5  | 11,3  | 53  | 43,3 | 44,5 | 68,7 | 91,2 | 100,3 | 43,8 | 16,4 |

| Diagramme climatique                                  |         |         |          |        |          |          |          |          |           |          |          |
| J                                                     | F       | M       | A        | M      | J        | J        | A        | S        | O         | N        | D        |
| 32241,3                                               | 32250,3 | 32253,5 | 322511,3 | 332553 | 332643,3 | 322644,5 | 322568,7 | 322591,2 | 3225100,3 | 322443,8 | 312416,4 |
| Moyennes : • Temp. maxi et mini °C • Précipitation mm |         |         |          |        |          |          |          |          |           |          |          |

### Leticia (région amazonienne)
| \| Localisation de Leticia (Altitude : 78 mètres) · Leticia \| Localisation de Leticia (Altitude : 78 mètres) |
| Localisation de Leticia (Altitude : 78 mètres) · Leticia                                                      |

| Mois                              | jan. | fév. | mars | avril | mai | juin | jui. | août | sep. | oct. | nov. | déc. |
| --------------------------------- | ---- | ---- | ---- | ----- | --- | ---- | ---- | ---- | ---- | ---- | ---- | ---- |
| Température minimale moyenne (°C) | 21   | 21   | 22   | 22    | 22  | 22   | 22   | 22   | 22   | 22   | 21   | 21   |
| Température maximale moyenne (°C) | 31   | 31   | 32   | 32    | 32  | 32   | 32   | 32   | 32   | 32   | 31   | 31   |
| Précipitations (mm)               | 209  | 181  | 205  | 200   | 219 | 137  | 101  | 116  | 120  | 156  | 167  | 164  |

| Diagramme climatique                                  |         |         |         |         |         |         |         |         |         |         |         |
| J                                                     | F       | M       | A       | M       | J       | J       | A       | S       | O       | N       | D       |
| 3121209                                               | 3121181 | 3222205 | 3222200 | 3222219 | 3222137 | 3222101 | 3222116 | 3222120 | 3222156 | 3121167 | 3121164 |
| Moyennes : • Temp. maxi et mini °C • Précipitation mm |         |         |         |         |         |         |         |         |         |         |         |

### Quibdó (région pacifique)
| \| Localisation de Quibdó (Altitude : 35 mètres) · Quibdó \| Localisation de Quibdó (Altitude : 35 mètres) |
| Localisation de Quibdó (Altitude : 35 mètres) · Quibdó                                                     |

| Mois                              | jan. | fév. | mars | avril | mai | juin | jui. | août | sep. | oct. | nov. | déc. |
| --------------------------------- | ---- | ---- | ---- | ----- | --- | ---- | ---- | ---- | ---- | ---- | ---- | ---- |
| Température minimale moyenne (°C) | 22   | 23   | 23   | 22    | 23  | 22   | 23   | 23   | 22   | 22   | 23   | 23   |
| Température maximale moyenne (°C) | 30   | 30   | 30   | 31    | 31  | 31   | 31   | 31   | 31   | 30   | 30   | 30   |
| Précipitations (mm)               | 70   | 75   | 130  | 168   | 204 | 153  | 155  | 130  | 141  | 172  | 146  | 131  |

| Diagramme climatique                                  |        |         |         |         |         |         |         |         |         |         |         |
| J                                                     | F      | M       | A       | M       | J       | J       | A       | S       | O       | N       | D       |
| 302270                                                | 302375 | 3023130 | 3122168 | 3123204 | 3122153 | 3123155 | 3123130 | 3122141 | 3022172 | 3023146 | 3023131 |
| Moyennes : • Temp. maxi et mini °C • Précipitation mm |        |         |         |         |         |         |         |         |         |         |         |

### Villavicencio (Orénoquie)
| \| Localisation de Villavicencio (Altitude : 440 mètres) · Villavicencio \| Localisation de Villavicencio (Altitude : 440 mètres) |
| Localisation de Villavicencio (Altitude : 440 mètres) · Villavicencio                                                             |

| Mois                              | jan. | fév. | mars | avril | mai | juin | jui. | août | sep. | oct. | nov. | déc. |
| --------------------------------- | ---- | ---- | ---- | ----- | --- | ---- | ---- | ---- | ---- | ---- | ---- | ---- |
| Température minimale moyenne (°C) | 22   | 21   | 21   | 20    | 20  | 19   | 19   | 20   | 20   | 21   | 21   | 22   |
| Température maximale moyenne (°C) | 32   | 32   | 31   | 30    | 29  | 29   | 29   | 30   | 30   | 30   | 31   | 32   |
| Précipitations (mm)               | 20   | 33   | 47   | 67    | 72  | 38   | 34   | 30   | 46   | 90   | 60   | 38   |

| Diagramme climatique                                  |        |        |        |        |        |        |        |        |        |        |        |
| J                                                     | F      | M      | A      | M      | J      | J      | A      | S      | O      | N      | D      |
| 322220                                                | 322133 | 312147 | 302067 | 292072 | 291938 | 291934 | 302030 | 302046 | 302190 | 312160 | 322238 |
| Moyennes : • Temp. maxi et mini °C • Précipitation mm |        |        |        |        |        |        |        |        |        |        |        |